# Utricularia intermedia
Utricularia intermedia este o specie de plante carnivore din genul Utricularia, familia Lentibulariaceae, ordinul Lamiales, descrisă de Friedrich Gottlob Hayne. Conform Catalogue of Life specia Utricularia intermedia nu are subspecii cunoscute.